# Roger Spottiswoode
Pour les articles homonymes, voir Spottiswoode.
Roger Spottiswoode est un réalisateur, monteur, producteur et scénariste britannico-canado-américano-irlandais, né le 5 janvier 1945 à Ottawa (Ontario).

## Biographie

### Jeunesse
John Roger Spottiswoode nait le 5 janvier 1945 à Ottawa, en Ontario (Canada). Il est le fils du Britannique Raymond Spottiswoode, théoricien du cinéma ayant notamment travaillé pour l'Office national du film du Canada dans les années 1940.

### Carrière
Roger Spottiswoode commence sa carrière au cinéma dans les années 1960, en assistant le monteur John Bloom. Il travaille ensuite comme monteur pour Sam Peckinpah, avec Les Chiens de paille en 1971 et Pat Garrett et Billy le Kid en 1973. Il travaille également avec Walter Hill, d'abord comme monteur sur le film Le Bagarreur (1975), puis comme scénariste sur le film 48 Heures (1982).
En 1980, il fait ses premières armes en qualité de metteur en scène avec un petit film d'horreur, Le Monstre du train avec Jamie Lee Curtis, qui surfe clairement sur le succès du film Halloween, puis, en 1981, avec le film d'aventures Deux cent mille dollars en cavale.
Il n'accède véritablement à la reconnaissance critique qu'en 1983, avec le film Under Fire qui traite de l'histoire de trois journalistes pris dans la révolution au Nicaragua.
Il dirige ensuite Sidney Poitier dans le thriller Randonnée pour un tueur (1988), puis Tom Hanks dans la comédie policière Turner et Hooch l'année suivante. Malgré des critiques presse négatives, le film est un succès au box-office avec 71 079 915 $ rien qu'aux États-Unis et au Canada. Il est ainsi le 16e meilleur film du box-office nord-américain annuel.

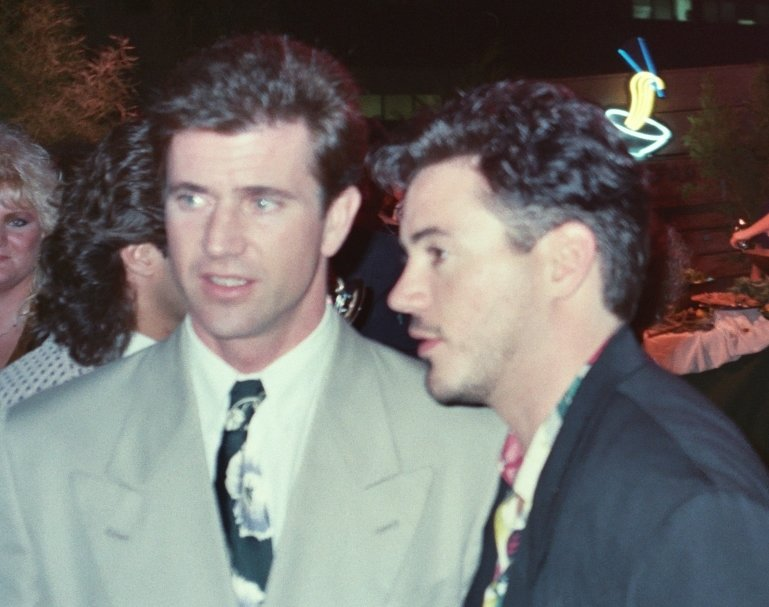
Les acteurs Mel Gibson et Robert Downey Jr. à la première mondiale du film Air America (1990)

Il dirige ensuite Mel Gibson et Robert Downey Jr. dans Air America (1990), qui s'inspire de l'histoire d'une compagnie aérienne secrètement détenue et exploitée par le gouvernement des États-Unis de 1950 à 1976 et utilisée comme société écran pour des opérations de la CIA en Indochine. Le succès commercial n'est pas au rendez-vous, le film est tout juste rentable.
Il dirige ensuite Sylvester Stallone et Estelle Getty dans la comédie Arrête ou ma mère va tirer ! (1992). Alors que le film rapporte plus de 70 millions de dollar dans le monde, il se fait descendre quasiment unanimement par la critique. Le célèbre critique américain Roger Ebert dira notamment « C'est l'un des pires films que j'ai vu. Il n'y a aucun moment drôle. Il n'y a aucun moment intéressant ».
En parallèle à sa carrière cinématographique, il réalise plusieurs téléfilms comme Les Soldats de l'espérance (1993), adapté du livre And the Band Played On de Randy Shilts qui relate la découverte et de l'expansion du VIH et du sida aux États-Unis. Le téléfilm sort en salles dans certains pays dont la France.
Il réalise ensuite Mesmer (1994), un film biographique sur le médecin allemand Franz-Anton Mesmer, incarné par Alan Rickman. Le film ne connait qu'une sortie limitée.
Il est ensuite choisi pour mettre en scène le 18e opus de la série des films de James Bond produite par EON Productions, Demain ne meurt jamais avec Pierce Brosnan. Sorti en 1997, le film reçoit des critiques partagées mais est un succès commercial (4e meilleur film au box-office mondial de 1997). Il refuse de mettre en scène la suite, Le monde ne suffit pas, pour tourner le film de science-fiction À l'aube du sixième jour avec Arnold Schwarzenegger (2000).
Il met ensuite en scène Mr. Ripley et les Ombres, adaptation cinématographique du roman Ripley et les Ombres de Patricia Highsmith, Barry Pepper  y incarne le personnage de Tom Ripley. Il s'attaque ensuite à un film plus engagé, J'ai serré la main du diable (2007). Adapté du livre du même nom écrit par le lieutenant-général Roméo Dallaire, le film raconte la Mission des Nations unies pour l'assistance au Rwanda (MINUAR) et les événements entourant le génocide des Tutsi au Rwanda en 1994.
Il réalise ensuite une coproduction chinoise, Les Orphelins de Huang Shui, qui sort en 2008 et revient sur la guerre sino-japonaise de 1937-1945. Il enchaine avec le film d'aventures italo-canadien Midnight Sun (2014). Entre quelques téléfilms, il réalise Un chat pour la vie basé sur l'autobiographie de James Bowen.

## Filmographie

### Réalisateur

#### Cinéma
- 1980 : Le Monstre du train (Terror Train)
- 1981 : Deux cent mille dollars en cavale (The Pursuit of D.B. Cooper)
- 1983 : Under Fire
- 1986 : La Dernière Passe (The Best of Times)
- 1988 : Randonnée pour un tueur (Shoot to Kill)
- 1989 : Turner et Hooch (Turner & Hooch)
- 1990 : Air America
- 1992 : Arrête ou ma mère va tirer ! (Stop! Or My Mom Will Shoot)
- 1994 : Mesmer
- 1997 : Demain ne meurt jamais (Tomorrow Never Dies)
- 2000 : À l'aube du sixième jour (The 6th Day)
- 2003 : Spinning Boris
- 2005 : Mr. Ripley et les Ombres (Ripley Under Ground)
- 2007 : J'ai serré la main du diable  (Shake Hands Devil)
- 2008 : Les Orphelins de Huang Shui (The Children of Huang Shi)
- 2009 : Forgiveness and Justice (documentaire) (coréalisé avec Lekha Singh)
- 2012 : Beyond Right and Wrong: Stories of Justice and Forgiveness (documentaire) (coréalisé avec Lekha Singh)
- 2014 : Midnight Sun (The Journey's Home) (coréalisé avec Brando Quilici)
- 2016 : Un chat pour la vie (A Street Cat Named Bob)

#### Télévision
- 1982 : The Renegades (en)
- 1982 : Ripley's Believe It or Not! (1 épisode[Lequel ?])
- 1987 : L'Impossible Alibi (The Last Innocent Man)
- 1989 : Séduction rapprochée (Third Degree Burn)
- 1989 : Time Flies When You're Alive
- 1993 : Les Soldats de l'espérance (And the Band Played On)
- 1995 : Hiroshima (coréalisé avec Koreyoshi Kurahara)
- 1997 : Prince Street (série ; épisode pilote)
- 1997 : Meurtre en direct (Murder Live!)
- 2000 : Noriega : L'Élu de Dieu (Noriega: God's Favorite)
- 2002 : The Matthew Shepard Story
- 2003 : La Prison de glace (Ice Bound: A Woman's Survival at the South Pole)
- 2018 : La Maison sur la plage (The Beach House)

### Monteur
- 1971 : Love and Music (documentaire) de Hans Jürgen Pohland et George Sluizer
- 1971 : Les Chiens de paille (Straw Dogs) de Sam Peckinpah
- 1973 : Pat Garrett et Billy le Kid (Pat Garrett & Billy the Kid) de Sam Peckinpah
- 1974 : Le Flambeur (The Gambler) de Karel Reisz
- 1975 : Le Bagarreur (Hard Times) de Walter Hill

### Producteur / producteur délégué
- 1978 : Les Guerriers de l'enfer (Who'll Stop the Rain) de Karel Reisz
- 1985 : Baby : Le Secret de la légende oubliée (Baby: Secret of the Lost Legend) de Bill L. Norton
- 2000 : Noriega : L'Élu de Dieu (Noriega: God's Favorite) (TV) de lui-même
- 2012 : Beyond Right and Wrong: Stories of Justice and Forgiveness (documentaire) de lui-même et Lekha Singh

### Scénariste
- 1982 : 48 Heures (48 Hrs.) de Walter Hill